# Stuart Weller
Pour les articles homonymes, voir Weller.
Stuart Weller est un géologue et un paléontologue américain, né en 1870 à Maine (New York) et mort en 1927.

## Biographie
Weller entre à l’université Cornell en 1891. Il obtient son Bachelor of Arts en 1894. Il part d’abord à l’université Yale mais il reçoit le poste d’assistant en paléontologie au département de géologie de la nouvelle université de Chicago en 1895. Il devient associé en 1897, instructeur en 1901, professeur assistant en 1902, professeur associé en 1908 enfin professeur de géologie paléontologique en 1915, fonction qu’il conserve jusqu’en 1927. Il reçoit son doctorat à Yale en 1901.
Weller travaille sur les faunes du paléozoïque de la vallée du Mississippi, notamment sur les brachiopodes fossiles. Il travaille pour le bureau de recherche géologique de l’État de l’Illinois de 1908 à 1921 mais aussi, à l’occasion, pour le Kentucky et le Missouri.

## Source
- (en) Biographie de la bibliothèque de l’université de Chicago